# سیارک ۹۶۶۸
سیارک ۹۶۶۸ (به انگلیسی: 9668 Tianyahaijiao، نامگذاری:1997LN) نه هزار و ششصد و شصت و هشتمین سیارک کشف شده‌است که در ۳ ژوئن ۱۹۹۷ کشف شد.